# Sjukhusläkarna
Sjukhusläkarna är en yrkesförening inom Sveriges Läkarförbund. Föreningen har cirka 21 000 medlemmar, och bildades 1895 som Svenska Lasarettsläkareföreningen. År 1975 skedde ett samgående med Universitetssjukhusens Överläkarförening och organisationen bytte namn till Svenska Överläkarföreningen. Föreningen startade år 1988 tidningen Överläkaren, som år 2001 bytte namn till Sjukhusläkaren.
På initiativ från dåvarande ordföranden Gunnar Sandberg bytte Överläkarföreningen år 2002 namn till Sjukhusläkarföreningen, och år 2012 förkortades namnet till Sjukhusläkarna. I dag organiserar föreningen sjukhusspecialister samt professorer, docenter och högskolelektorer vid universiteten.
Föreningens ordförande sedan 2022 är Elin Karlsson, överläkare i kirurgi vid Södertälje sjukhus.